# Глибокі води (фільм, 2022)
«Глибокі води» (англ. Deep Water) — психологічний еротичний трилер з Беном Аффлеком та Аною де Армас у головних ролях, заснований на однойменному романі Патріції Гайсміт. Це перший фільм Адріана Лайна як режиссера після фільму 2002 року «Невірна».
Спочатку фільм «Глибокі води» мав вийти в прокат у листопаді 2020 року, але після кількох переносів компанія 20th Century Studios у грудні 2021 року зняла його з графіка випуску, а потім повідомила, що він транслюватиметься лише на цифрових майданчиках. Пізніше з'явилося повідомлення про початок кінотеатрального прокату в Україні та країнах СНД із 18 березня 2022 року.  Однак на початку березня було оголошено, що прокат фільму скасовано через накладені санкції у зв'язку із вторгненням Росії в Україну.

## Сюжет
Вік і Мелінда Ван Аллен — подружня пара з дочкою Тріксі, яка живе в маленькому містечку Літтл-Уеслі, штат Луїзіана. Вік — інженер-робототехнік, який набув величезні статки на розробці чіпів управління, які використовуються в бойових дронах. За свої визначні досягнення він у 45 років вийшов на пенсію та насолоджується життям. Мелінда давно втратила інтерес до чоловіка та шлюбу, а свої потреби задовольняє за допомогою коханців. Подробиці їхнього особистого життя відомі громадськості, адже Мелінда навіть не намагається приховувати свої зради, в той час, як Вік мовчки ревнує зі злістю, але прощає їй все, бо любить і не хоче розлучатися.
На одну з вечірок Мелінда запрошує свого нового коханця, музиканта Джоела Деша. Перебуваючи наодинці з Джоелом, Вік каже йому, що вбив попереднього коханця своєї дружини Мартіна Макрея, який зник безвісти місяцем раніше. Слова Віка поширюються у суспільстві, змушуючи Джоела під впливом страху припинити спілкування з Меліндою та порушити питання щодо правдивості історії. Але пізніше з'ясовується, що Мартіна знайшли застреленим кимось іншим, а слова Віка стають жартом.
Наступного коханця Мелінди, вчителя гри на фортепіано Чарлі де Лайла, запрошено на вечірку біля басейну в будинку друзів подружжя.  Вік починає імпульсивно ревнувати, коли бачить як Мелінда та Чарлі займаються сексом у басейні.  Починається дощ, і всі йдуть в дім. Вік залишається віч-на-віч із коханцем дружини і душить його до смерті. Мелінда помічає відсутність Чарлі в будинку, і на свій жах виявляє його труп у басейні. Під час допиту поліцейських Мелінда в істериці звинувачує Віка у вбивстві Чарлі, але їй ніхто не вірить, а його смерть приписують конвульсії.  Однак її слова викликають підозри у письменника Дона Вілсона, з яким подружжя нещодавно познайомилося.  Змовившись із Меліндою, Дон наймає приватного детектива, щоб той стежив за кожним кроком Віка у пошуках компромату. Вік зауважує, що за ним по п'ятах слідує та сама машина і в один із днів застає дружину за обідом з детективом, який видає себе за психотерапевта.  Вік швидко розкриває цю змову і зриває сімейний обід Вілсонів, звинувачуючи Дона у таємному стеженні.
Через деякий час Мелінда возз'єднується зі шкільним бойфрендом Тоні Кемероном.  Їхні стосунки викликають черговий напад ревнощів у Віка. Він відвозить Тоні в ліс під приводом огляду ділянки для будівництва, і розправляється з ним, забиваючи його камінням, а потім зіштовхує зі скелястого пагорба і ховає його тіло в струмку. Через кілька днів Вік повертається до струмка, щоб забрати шарф Мелінди з пікніка, який вони влаштували напередодні, і заразом вирішує переховати труп Тоні. Дон ловить Віка на місці злочину і кидається до машини, щоб здати його поліції. Вік переслідує його, і в погоні Дон не впоравшись із керуванням розбивається на смерть, падаючи зі скелі.
Тим часом Мелінда знаходить гаманець Тоні з його паспортом в одному із резервуарів для равликів Віка. Розуміючи, що чоловік точно замішаний у зникненні Тоні, вона в паніці починає збирати речі з наміром втекти від Віка разом з дочкою. Тріксі, не бажаючи йти, топить їхню валізу з речами в джакузі. Поміркувавши, Мелінда вирішує залишитися з чоловіком і спалює документи Тоні. Коли Вік повертається додому, вона сидить на сходах і каже йому, що бачила Тоні, натякаючи на те, що їй про все відомо.

## У ролях
| Актор            | Роль              |
| ---------------- | ----------------- |
| Бен Аффлек       | Вік Ван Аллен     |
| Ана де Армас     | Мелінда Ван Аллен |
| Трейсі Леттс     | Ліонель           |
| Рейчел Бланчард  | Меґґі             |
| Деш Мігок        | Артур             |
| Ліл Рел Говері   | Неш               |
| Джейкоб Елорді   | Террі             |
| Крістен Конноллі | Джекі             |
| Фінн Віттрок     | Дом               |
| Майкл Браун      | Джефф Петерсон    |

## Виробництво
Розробка проєкту розпочалася у 2013 році. Адріан Лайн отримав місце режисера, а Fox 2000 взяла на себе фінансування. Компанія Fox 2000 продала права New Regency у 2018 році. У серпні 2019 року почались нові розробки проєкту; Бен Аффлек й Ана де Армас погодились на головні ролі, Walt Disney Studios Motion Pictures займеться розповсюдженням через її лейбл 20th Century Fox. У жовтні 2019 року Трейсі Леттс і Рейчел Бланчард приєдналися до акторського складу фільму.
Зйомки розпочалися 4 листопада 2019 року у Новому Орлеані, а до акторського складу приєдналися Деш Мігок, Ліл Рел Говери, Джейкоб Елорді, Крістен Конноллі, Джейд Фернандес і Фінн Віттрок. У грудні 2019 року роль отримав Майкл Браун.

## Маркетинг
Перший тизер-трейлер фільму був опублікований у мережі кінокомпанією 20th Century Studios 14 лютого 2022 року.
Повноцінний трейлер вийшов на стрімінговому сервісі Hulu 7 березня 2022 року.

## Випуск
Спочатку запланований до випуску 13 листопада 2020 року фільм було відкладено до 13 серпня 2021 року через пандемію COVID-19, а пізніше до 14 січня 2022 року. 9 грудня 2021 року фільм було знято з графіка випуску без пояснення причини. 13 грудня компанія 20th Century Studios оголосила, що кінотеатральний прокат фільму скасовується і що він вийде 18 березня 2022 року на цифрових майданчиках: сервіс Hulu покаже стрічку для внутрішнього ринку, а Amazon для зарубіжного.

## Реакція
Фільм отримав змішані відгуки від критиків. На сайті-агрегаторі Rotten Tomatoes рейтинг схвалення склав 36% на основі 222 рецензій критиків із середньою оцінкою 4.9/10. Консенсус сайту говорить: «Глядачі, що відчайдушно шукають еротичний трилер, можуть подивитися «Глибокі води», і вони будуть варті того, щоб поринути в них, але це далеко не найкраща робота режисера Адріана Лайна».
На Metacritic фільм отримав 53 бали зі 100 на основі 46 рецензій, що вказує на «змішані або середні відгуки».
Девід Руні з The Hollywood Reporter похвалив Адріана Лайна за повернення в режисерське крісло, але рецензію на фільм написав негативну: «Погляд Лайна на сценарій, невпопад написаний Заком Гелмом і Семом Левінсоном, повністю виснажує історію війни одержимого подружжя та їх провин, а також спотворює всю тонкість і психологічну складність роману, написаного Патріцією Гайсміт».

## Комерційний успіх
У перший день виходу фільм відразу ж зайняв перше місце по переглядах на Hulu, а через тиждень було оголошено, що він став одним із найуспішніших проектів на сервісі за весь час його існування.